# Clima espacial

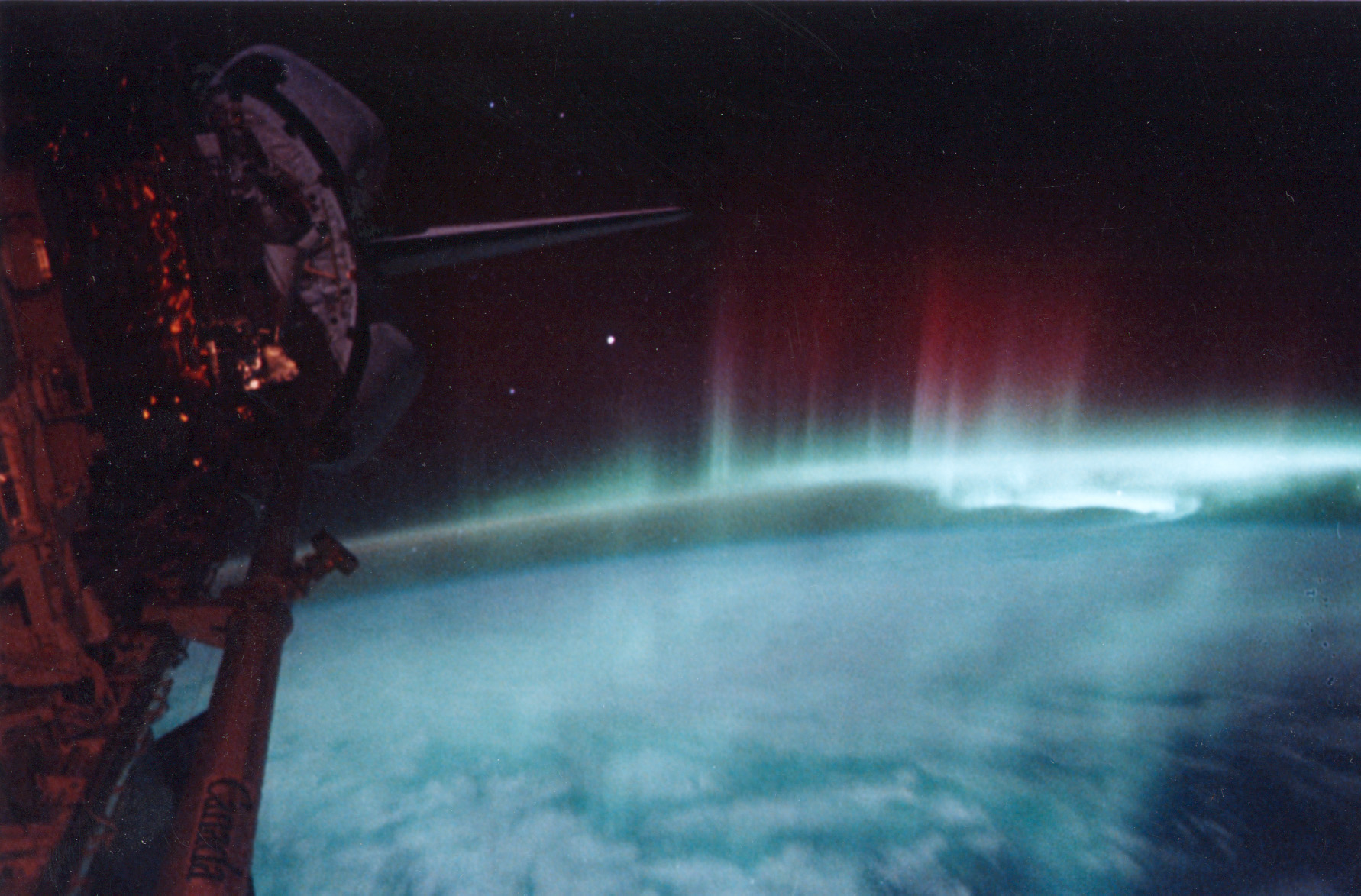
Aurora austral observada desde el espacio por la lanzadera espacial Discovery en mayo de 1991.

El Clima espacial o Meteorología del espacio se define como las condiciones físicas del Sol, el Medio Interplanetario, el campo geomagnético, la Atmósfera terrestre y de la Superficie terrestre que se encuentran influidas por la interacción Sol-Tierra. Las variaciones en el Clima Espacial pueden provocar serias afectaciones en nuestra tecnología. El Clima Espacial tiene dos enfoques: la investigación científica y sus aplicaciones. Este término no comenzó a utilizarse dentro de los círculos científicos hasta la década de 1990. Con anterioridad, las actividades científicas estaban consideradas como una parte de la física espacial, de la aeronomía o de la exploración espacial.

## Organización Internacional
Debido a que el clima espacial es una fenómeno global, existen esfuerzos internacionales para coordinar los servicios de clima espacial a nivel mundial.
En 1962, se creó la primera organización internacional relacionada al clima espacial: El Servicio Internacional del Entorno Espacial (International Space Environment Service, ISES). Actualmente cuenta con 16 Centros Regionales de Alertas Tempranas de Clima Espacial (Regional Warning Center, RWC): Australia, Austria, Bélgica, Brasil, Canadá, China, República Checa, India, Japón, Korea, México, Polonia, Rusia, Sudáfrica, Suecia y Estados Unidos.
El ISES coordina el envío de información y los RWC son los encargados de coordinar el despliegue de información a nivel regional, contextualizando las alertas y las afectaciones para cada zona en particular.
La Organización Meteorológica Mundial (WMO) de la Organización de las Naciones Unidas (ONU) creó en el 2009 el Equipo de Coordinación Interprograma para el Clima Espacial (Interprogramme Coordination Team on Space Weather, ICTSW) para incorporar el Clima Espacial a sus actividades.

## Fenómenos Físicos relacionados con la Meteorología Espacial
De acuerdo al lugar donde se originan pueden dividirse en tres:
- En la superficie solar, las cuales incluyen: fulguraciones solares, las Eyecciones de Masa Coronal (EMC) y los agujeros coronales.
- El medio interplanetario: estallidos de radio solares, centelleo interplanetario y viento solar.
- La Tierra: Se pueden dividir en:
  - Campo geomagnético.
  - Ionósfera.
  - Partículas energéticas solares.

## Afectaciones a la Tecnología
Los diferentes fenómenos relacionados al Clima Espacial tienen serias afectaciones en la tecnología, las cuales incluyen:
- Radio interferencias en comunicaciones de baja frecuencia.
- Errores en los sistemas de posicionamiento global.
- Corrientes inducidas geomagnéticas (GICs) en líneas de transmisión de energía y tuberías.
- Lluvia de partículas energéticas sobre pasajeros de vuelos aéreos circumpolares, satélites y astronautas.

## Mediciones en Tiempo Real y Cercano al Tiempo Real
Parte importante del Clima Espacial es la capacidad de medir las condiciones físicas en tiempo real o cercanos a tiempo real de los diferentes fenómenos físicos asociados. Existen una serie de indicadores que definen las propiedades del Clima Espacial:
- Índice Kp.
- Índice Dst.
- Flujo de Rayos X.
- Mapas TEC globales y locales.
- Condiciones del medio interplanetario en la vecindad terrestre, que incluyen: velocidad, densidad, campo magnético y temperatura del viento solar.
- Flujo de partículas (protones, neutrones y electrones).

## Escala de Alertas
Derivado de las mediciones en Tiempo Real o Cercano al Tiempo Real, se definen las escalas de alerta. Estas escalas, son internacionales y fueron definidas en el SWPC de la NOAA:
- Tormentas Geomagnéticas.
- Radio Interferencias.
- Tormentas de Partículas.

## Protección Civil
Actualmente diferentes organizaciones de protección civil de cada región se encuentran definiendo los planes de acción en caso de un evento importante de Clima Espacial.